# Репертуар суспільного руху

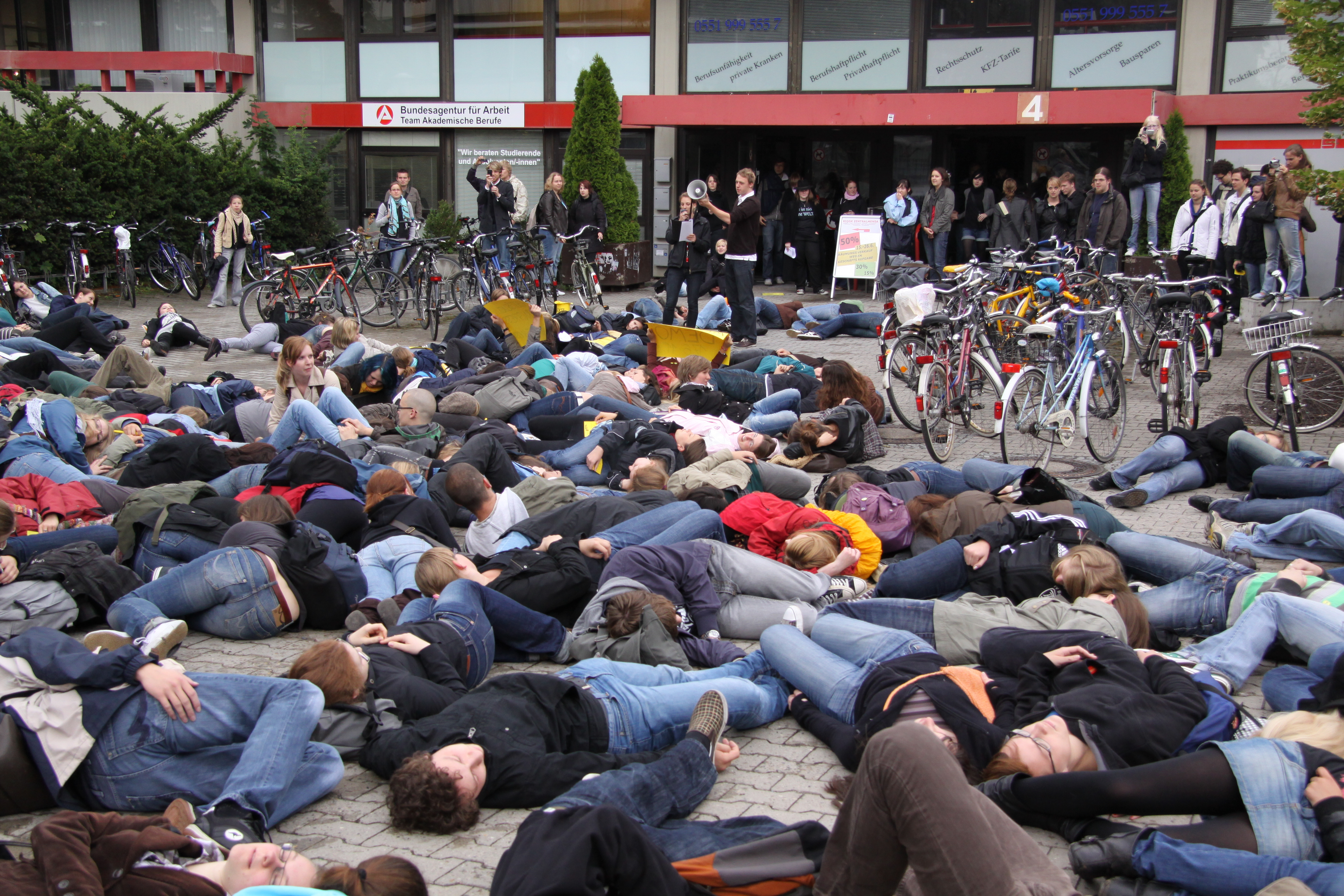
Сидячий протест — один із різновидів репертуару суспільного руху.

Репертуа́р суспі́льного руху — набір різноманітних інструментів та дій, пов'язаних з протестами, доступних руху чи пов'язаній з ним організації за певний час.

## Опис
Репертуари часто діляться між соціальними суб'єктами; оскільки одна група (організація, рух тощо) вважає певний інструмент чи дію успішною, з часом вона, ймовірно, пошириться на інших. Однак, крім надання опцій, репертуари можна розглядати як обмеження, оскільки люди, як правило, зосереджуються на знайомих інструментах та діях, а нові методи поза їх сферою діяльності є рідкістю.
Дії та інструменти, що належать до загальних репертуарів суспільного руху, включають, але не обмежуються ними: створення спеціальних об'єднань та коаліцій, публічні мітинги, урочисті ходи, чування, мітинги, демонстрації, сидячий протест, петиції, заяви до та в громадські ЗМІ, бойкоти, страйки та памфлети. Репертуари змінюються з часом і можуть змінюватися залежно від місця. Вони визначаються як тим, що актори вміють робити, так і тим, що від них очікують. Ранні репертуари, з часів до підйому сучасного суспільного руху, включали харчові заворушення та бандитизм. Змінювальний характер репертуарів суперечок можна побачити в зразковому елементі британського репертуару суперечок, грубій музиці: принизливому і гучному публічному покаранні, накладеному на одного або кількох людей, які порушили стандарти решти громади. Для ще одного прикладу розглянемо, що за останні роки було розроблено репертуари, орієнтовані на Інтернет. Нещодавно вчені ввели уявлення про те, що крім «традиційного» та «сучасного» репертуару може з'являтися новий, «цифровий», репертуар. Унаслідок боротьби з Covid-19 на стику фізичного та цифрового еволюціонували, описані Юнусом Берндтом безлюдні протести.
Хоча цей термін використовується найчастіше в контексті теорії соціального руху, він може застосовуватися до будь-яких політичних суб'єктів. Репертуари суперечок існували також до зародження сучасного суспільного руху (період, який більшість вчених визначають як кінець XVIII — початок XIX століття).
Цей термін приписується Чарльзу Тіллі.